# Cupa Mondială de Scrimă din 2014-2015
Ediție a 44-a  Cupei Mondiale de Scrimă a început în octombrie 2014 și s-a deschis la Campionatul Mondial de Scrimă din 2015 de la Moscova în Rusia.

## Spadă individual

### Top 10
| Men |                  |     |
| 1   | Gauthier Grumier | 221 |
| 2   | Max Heinzer      | 162 |
| 3   | Enrico Garozzo   | 153 |
| 4   | Géza Imre        | 124 |
| 5   | Ronan Gustin     | 114 |
| 6   | Rubén Limardo    | 111 |
| 7   | Gábor Boczkó     | 107 |
| 8   | Daniel Jerent    | 101 |
| 9   | Pavel Pitra      | 89  |
| 10  | Park Kyoung-doo  | 89  |

| Women |                           |     |
| 1     | Rossella Fiamingo         | 170 |
| 2     | Xu Anqi                   | 168 |
| 3     | Emese Szász               | 165 |
| 4     | Ana Maria Brânză          | 157 |
| 5     | Sarra Besbes              | 141 |
| 6     | Violetta Kolobova         | 141 |
| 7     | Sun Yujie                 | 136 |
| 8     | Simona Gherman            | 110 |
| 9     | Shin A-lam                | 104 |
| 10    | Marie-Florence Candassamy | 103 |

### Spadă masculin individual
| Dată              | Probă                                               | Tip           | Aur                            | Argint                      | Bronz                                                   |
| ----------------- | --------------------------------------------------- | ------------- | ------------------------------ | --------------------------- | ------------------------------------------------------- |
| 4 octombrie 2014  | Turneu satelit, Geneva                              | Satellit      | Silvio Fernández (VEN)         | Philippe Oberson (SUI)      | Giacomo Paravicini (SUI) · Bernardo Crecchi (ITA)       |
| 11 octombrie 2014 | Belgrad Trophy, Belgrad                             | Satellit      | Liviu Dragomir (ROU)           | Bertalan Arkosi (ROU)       | Jan Bidovec (SLO) · Dino Šourek (CRO)                   |
| 18 octombrie 2014 | Kupittaa Tournament, Turku                          | Satelit       | Sten Priinits (EST)            | Jüri Salm (EST)             | Alexander Lahtinen (FIN) · Joar Sundman (SWE)           |
| 25 octombrie 2014 | Cupă mondială, Berna                                | Cupă mondială | Jean-Michel Lucenay (FRA)      | Géza Imre (HUN)             | Gauthier Grumier (FRA) · Ulrich Robeiri (FRA)           |
| 11 noiembrie 2014 | JAFs Jubilaeumsstaevne, Aarhus                      | Satelit       | Troels-Christian Robl (DEN)    | Vitali Sokolovski (BLR)     | Ján Cipár (SLO) · Štefan Cipár (SLO)                    |
| 8 noiembrie 2014  | Trekanten Open, Copenhaga                           | Satelit       | João Cordeiro (POR)            | Patrick Jørgensen (DEN)     | Kelvin Cañas (VEN) · Francisco Limardo (VEN)            |
| 14 octombrie 2014 | Glaive de Tallinn, Tallinn                          | Cupă mondială | Gauthier Grumier (FRA)         | Christoph Kneip (GER)       | Paolo Pizzo (ITA) · Fabian Kauter (SUI)                 |
| 22 octombrie 2014 | Turneu satelit, Oslo                                | Satelit       | Adam Larsson (SWE)             | Alessandro Taccani (ARG)    | Sten Priinits (EST) · Jonas Lund (NOR)                  |
| 29 noiembrie 2014 | Turneu satelit, Dublin                              | Satelit       | John Wright (CAN)              | Andrea Bombrini (ITA)       | Matthew Baker (AUS) · Edoardo D'Andrassi (ITA)          |
| 5 decembrie 2014  | Grand Prix du Qatar, Doha                           | Grand Prix    | Daniel Jerent (FRA)            | Peer Borsky (SUI)           | Gauthier Grumier (FRA) · Enrico Garozzo (ITA)           |
| 13 decembrie 2014 | Turneu satelit, Kocaeli                             | Satelit       | Edoardo D'Andrassi (ITA)       | Kanan Aliyev (AZE)          | Vakil Nasibov (AZE) · Vitali Sokolovski (BLR)           |
| 10 ianuarie 2015  | SAF Pokalen, Stockholm                              | Satelit       | Nikolai Novosjolov (EST)       | Alexander Lahtinen (FIN)    | Philip von Platen (SWE) · Sten Priinits (EST)           |
| 22 ianuarie 2015  | Heidenheimer Pokal, Heidenheim                      | Cupă mondială | Max Heinzer (SUI)              | Yannick Borel (FRA)         | Enrico Garozzo (ITA) · Robin Kase (SWE)                 |
| 31 ianuarie 2015  | Turneu satelit, Busto Arsizio                       | Satelit       | Gabriele Cimini (ITA)          | Vadim Anohin (RUS)          | Aleksei Tihomirov (RUS) · Igor Turcin (RUS)             |
| 13 februarie 2015 | Cupă mondială, Vancouver                            | Cupă mondială | Ronan Gustin (FRA)             | Pavel Pitra (CZE)           | Jung Jin-sun (KOR) · Rubén Limardo (VEN)                |
| 15 martie 2015    | Turneu satelit, Sofia                               | Satelit       | Aarón José Jiménez Ortiz (VEN) | Carlo Rota (ITA)            | Okan Karadeniz (TUR) · Paris Inostroza (CHI)            |
| 22 martie 2015    | Westend Grand Prix in Memoriam Vass Imre, Budapesta | Grand Prix    | Nikolai Novosjolov (EST)       | Iván Trevejo (FRA)          | Pavel Pitra (CZE) · Benjamin Steffen (SUI)              |
| 19 aprilie 2015   | Campionatul Panamerican, Santiago                   | Zonal         | Rubén Limardo (VEN)            | Maxime Brinck–Croteau (CAN) | Francisco Limardo (VEN) · Reynier Henriquez Ortiz (CUB) |
| 2 mai 2015        | Challenge SNCF Réseau, Paris                        | Cupă mondială | Alexandre Blaszyck (FRA)       | Gábor Boczkó (HUN)          | Paolo Pizzo (ITA) · Igor Turcin (RUS)                   |
| 16 mai 2015       | Turneu satelit, Split                               | Satelit       | Tristan Tulen (NED)            | Jesús Lugones (ARG)         | Ariel Vinnicky (ISR) · Jorg Mathe (AUT)                 |
| 22 mai 2015       | Grand Prix, Rio de Janeiro                          | Grand Prix    | Yannick Borel (FRA)            | Max Heinzer (SUI)           | Christoph Kneip (GER) · Radosław Zawrotniak (POL)       |
| 6 iunie 2015      | Campionatul European, Montreux                      | Zonal         | Gauthier Grumier (FRA)         | Max Heinzer (SUI)           | Pavel Suhov (RUS) · Gábor Boczkó (HUN)                  |
| 11 iunie 2015     | Campionatul African, Cairo                          | Zonal         | Alexandre Bouzaid (SEN)        | Ahmed El-Saghir (EGY)       | Ayman Fayez (EGY) · Mohannad Saif (EGY)                 |
| 25 iunie 2015     | Campionatul Asiatic, Singapore                      | Zonal         | Jiao Yunlong (CHN)             | Park Kyoung-doo (KOR)       | Kazuyasu Minobe (JPN) · Elmir Alimjanov (KAZ)           |
| 13 iulie 2015     | Campionatul Mondial, Moscova                        | Mondial       | Géza Imre (HUN)                | Gauthier Grumier (FRA)      | Jung Seug-hwa (KOR) · Patrick Jørgensen (DEN)           |

### Spadă feminin
| Dată              | Probă                                                     | Tip           | Aur                        | Argint                  | Bronz                                             |
| ----------------- | --------------------------------------------------------- | ------------- | -------------------------- | ----------------------- | ------------------------------------------------- |
| 11 octombrie 2014 | Belgrad Trophy, Belgrad                                   | Satellit      | Avital Marinuk (ISR)       | Alexandra Avena (MEX)   | Claudia Năboiu (ROU) · Ana Sel (SRB)              |
| 18 octombrie 2014 | Kupittaa Tournament, Turku                                | Satelit       | Katrina Lehis (EST)        | Sophie Haarlem (SWE)    | Catharina Kock (FIN) · Smiljka Rodić (SER)        |
| 25 octombrie 2014 | Trofeo Carroccio, Legnano                                 | Cupă mondială | Anfisa Pocikalova (UKR)    | Ana Maria Brânză (ROU)  | Britta Heidemann (GER) · Emese Szász (HUN)        |
| 11 noiembrie 2014 | JAFs Jubilaeumsstaevne, Aarhus                            | Satelit       | Paula Schmidl (AUT)        | Julia Kirschen (GER)    | Tončica Topić (CRO) · Karin Louise Hooge (DEN)    |
| 9 noiembrie 2014  | Trekanten Open, Copenhaga                                 | Satelit       | Marzia Muroni (ITA)        | Julia Kirschen (GER)    | Caroline Piasecka (NOR) · Simone Keimburg (GER)   |
| 14 octombrie 2014 | Tournoi International, Xuzhou                             | Cupă mondială | Emese Szász (HUN)          | Ana Maria Brânză (ROU)  | Tatiana Logunova (RUS) · Iana Șemiakina (UKR)     |
| 23 noiembrie 2014 | Turneu satelit, Oslo                                      | Satelit       | Johanna Bergdahl (SWE)     | Katrina Lehis (EST)     | Irina Embrich (EST) · Johanna Halls (AUS)         |
| 5 decembrie 2014  | Grand Prix du Qatar, Doha                                 | Grand Prix    | Simona Gherman (ROU)       | Erika Kirpu (EST)       | Bianca Del Carretto (ITA) · Emese Szász (HUN)     |
| 13 decembrie 2014 | Turneu satelit, Kocaeli                                   | Satelit       | Dayana Martinez (VEN)      | Giorgia Pometti (ITA)   | Gökçe Günaç (TUR) · María Martínez (VEN)          |
| 10 ianuarie 2015  | SAF Pokalen, Stockholm                                    | Satelit       | Emma Samuelsson (SWE)      | Irina Embrich (EST)     | Johanna Bergdahl (SWE) · Rayssa Costa (BRA)       |
| 22 ianuarie 2015  | Ciutat de Barcelona, Barcelona                            | Cupă mondială | Xu Anqi (CHN)              | Mara Navarria (ITA)     | Iana Șemiakina (UKR) · Violetta Kolobova (RUS)    |
| 13 februarie 2015 | Cupă mondială, Buenos Aires                               | Cupă mondială | Sarra Besbes (TUN)         | Erika Kirpu (EST)       | Britta Heidemann (GER) · Shin A-lam (KOR)         |
| 15 martie 2015    | Turneu satelit, Sofia                                     | Satelit       | Avital Marinuk (ISR)       | Kata Mihály (HUN)       | Raluca Sbîrcia (ROU) · Diana Donoiu (ROU)         |
| 20 martie 2015    | Westend Grand Prix in Memoriam József Sákovics, Budapesta | Grand Prix    | Shin A-lam (KOR)           | Ana Maria Brânză (ROU)  | Tatiana Andriușina (RUS) · Tatiana Logunova (RUS) |
| 18 aprilie 2015   | Campionatul Panamerican, Santiago                         | Zonal         | Nathalie Moellhausen (BRA) | Kelley Hurley (USA)     | Leonora MacKinnon (CAN) · Katherine Holmes (USA)  |
| 26 aprilie 2015   | Cole Cup, Londra                                          | Satelit       | Ayaka Shimookawa (JPN)     | Caitlin Chang (JAM)     | Katrina Smith (GBR) · Maria Hugas Mallorqui (GER) |
| 1 mai 2015        | Cupă mondială, Johannesburg                               | Cupă mondială | Sun Yujie (CHN)            | Violetta Kolobova (RUS) | Choi In-jeong (KOR) · Olga Kochneva (RUS)         |
| 9 mai 2015        | Turneu satelit, Maalot                                    | Satelit       | Polina Melentiev (ISR)     | Nickol Tal (ISR)        | Yana Botvinik (ISR) · Avital Marinuk‏ (ISR)        |
| 16 mai 2015       | Turneu satelit, Split                                     | Satelit       | Kata Mihály (HUN)          | Kelly Boone (NED)       | Dagmar Cipárova (SVK) · Joanna Halls (AUS)        |
| 23 mai 2015       | Cupă mondială, Rio de Janeiro                             | Cupă mondială | Francesca Boscarelli (ITA) | Coraline Vitalis (FRA)  | Kelley Hurley (USA) · Sun Yiwen (CHN)             |
| 6 iunie 2015      | Campionatul European, Montreux                            | Zonal         | Violetta Kolobova (RUS)    | Rossella Fiamingo (ITA) | Simona Pop (ROU) · Emese Szász (HUN)              |
| 11 iunie 2015     | Campionatul African, Cairo                                | Zonal         | Sarra Besbes (TUN)         | Inès Boubakri (TUN)     | Nardin Ehab (EGY) · Tamryn Carfoot (RSA)          |
| 25 iunie 2015     | Campionatul Asiatic, Singapore                            | Zonal         | Xu Anqi (CHN)              | Choi In-jeong (KOR)     | Nozomi Sato (JPN) · Ayaka Shimookawa (JPN)        |
| 13 iulie 2015     | Campionatul Mondial, Moscova                              | Mondial       | Rossella Fiamingo (ITA)    | Emma Samuelsson (SWE)   | Xu Anqi (CHN) · Sarra Besbes (TUN)                |

## Floretă individual

### Top 10
| Men |                     |     |
| 1   | Race Imboden        | 206 |
| 2   | Yuki Ota            | 196 |
| 3   | Alexander Massialas | 186 |
| 4   | Andrea Cassarà      | 169 |
| 5   | Dmitri Righin       | 161 |
| 6   | Daniele Garozzo     | 155 |
| 7   | Jérémy Cadot        | 118 |
| 8   | Gerek Meinhardt     | 111 |
| 9   | Aleksei Ceremisinov | 104 |
| 10  | Edoardo Luperi      | 103 |

| Women |                      |     |
| 1     | Elisa Di Francisca   | 249 |
| 2     | Arianna Errigo       | 244 |
| 3     | Inna Deriglazova     | 239 |
| 4     | Lee Kiefer           | 188 |
| 5     | Jeon Hee-sook        | 159 |
| 6     | Inès Boubakri        | 146 |
| 7     | Larisa Korobeinikova | 138 |
| 8     | Aida Șanaeva         | 132 |
| 9     | Nzingha Prescod      | 128 |
| 10    | Valentina Vezzali    | 124 |

### Floretă masculin
| Dată              | Probă                                          | Tip           | Aur                        | Argint                      | Bronz                                               |
| ----------------- | ---------------------------------------------- | ------------- | -------------------------- | --------------------------- | --------------------------------------------------- |
| 19 octombrie 2014 | Cupă mondială, San Francisco                   | Cupă mondială | Jérémy Cadot (FRA)         | Andrea Baldini (ITA)        | Lorenzo Nista (ITA) · Edoardo Luperi (ITA)          |
| 17 noiembrie 2014 | Prince Takamodo World Cup, Tokyo               | Cupă mondială | Race Imboden (USA)         | Dmitri Righin (RUS)         | Enzo Lefort (FRA) · Andrea Cassarà (ITA)            |
| 15 noiembrie 2014 | Turneu satelit, Antalya                        | Satelit       | Michele Del Macchia (ITA)  | Tevfik Burak Babaoğlu (TUR) | Fatih Güneș (TUR) · Yaser Mohammad (KUW)            |
| 30 noiembrie 2014 | Trofeo Inalpi, Turin                           | Grand Prix    | Aleksei Ceremisinov (RUS)  | Renal Ganeev (RUS)          | Race Imboden (USA) · Valerio Aspromonte (ITA)       |
| 13 decembrie 2014 | Turneu satelit, Kocaeli                        | Satelit       | Martino Minuto (TUR)       | Tevfik Burak Babaoğlu (TUR) | Gökhan Akyalçın (TUR) · Engin Batuhan Menküer (TUR) |
| 11 ianuarie 2015  | Leon Paul Cup, Londra                          | Satelit       | Laurence Halsted (GBR)     | Francesco Trani (ITA)       | Damiano Rosatelli (ITA) · Yaser Mohammad (KUW)      |
| 16 ianuarie 2015  | Challenge International de Paris, Paris        | Cupă mondială | Race Imboden (USA)         | Daniele Garozzo (ITA)       | Enzo Lefort (FRA) · Alexander Massialas (USA)       |
| 6 februarie 2015  | Löwe von Bonn, Bonn                            | Cupă mondială | Andrea Cassarà (ITA)       | Yuki Ota (JPN)              | Alessio Foconi (ITA) · Jérémy Cadot (FRA)           |
| 13 martie 2015    | Grand Prix, Havana                             | Grand Prix    | Dmitri Righin (RUS)        | Alexander Massialas (USA)   | Daniele Garozzo (ITA) · Race Imboden (USA)          |
| 18 aprilie 2015   | Campionatul Panamerican, Santiago              | Zonal         | Race Imboden (USA)         | Alexander Massialas (USA)   | Gerek Meinhardt (USA) · Heitor Shimbo (BRA)         |
| 1 mai 2015        | Fleuret de Saint-Pétersbourg, Sankt Petersburg | Satelit       | Dmitri Righin (RUS)        | Andrea Cassarà (ITA)        | Daniele Garozzo (ITA) · Vincent Simon (FRA)         |
| 9 mai 2015        | Turneu satelit, Copenhaga                      | Satelit       | Laurence Halsted (GBR)     | Alexander Tsoronis (DEN)    | Martino Minuto (TUR) · Tevfik Burak Babaoğlu (TUR)  |
| 16 iunie 2015     | Grand Prix, Shanghai                           | Grand Prix    | Miles Chamley-Watson (USA) | Alexander Choupenitch (CZE) | Erwann Le Péchoux (FRA) · Dmitri Jerebcenko (RUS)   |
| 6 iunie 2015      | Campionatul European, Montreux                 | Zonal         | Andrea Cassarà (ITA)       | Daniele Garozzo (ITA)       | Edoardo Luperi (ITA) · Carlos Llavador (ESP)        |
| 11 iunie 2015     | Campionatul African, Cairo                     | Zonal         | Ayoub Ferjani (EGY)        | Roman Djitli (ALG)          | Tarek Ayad (EGY) · Mohamed Samandi (TUN)            |
| 25 iunie 2015     | Campionatul Asiatic, Singapore                 | Zonal         | Yuki Ota (JPN)             | Son Young-ki (KOR)          | Kwon Young-ho (KOR) · Cheung Ka Long (HKG)          |
| 13 iulie 2015     | Campionatul Mondial, Moscova                   | Mondial       | Yuki Ota (JPN)             | Alexander Massialas (USA)   | Artur Ahmathuzin (RUS) · Gerek Meinhardt (USA)      |

### Floretă feminin
| Dată              | Probă                                  | Tip           | Aur                            | Argint                       | Bronz                                            |
| ----------------- | -------------------------------------- | ------------- | ------------------------------ | ---------------------------- | ------------------------------------------------ |
| 15 octombrie 2014 | Turneu satelit, Cancún                 | Satelit       | Nataly Michel (MEX)            | İrem Karamete (TUR)          | Alanna Goldie (CAN) · Karin Miyawaki (JPN)       |
| 17 octombrie 2014 | Cupă mondială, Cancún                  | Cupă mondială | Arianna Errigo (ITA)           | Lim Seung-min (KOR)          | Kim Mi-na (KOR) · Gaëlle Gebet (FRA)             |
| 17 noiembrie 2014 | Cupă mondială, Saint-Maur              | Cupă mondială | Arianna Errigo (ITA)           | Lee Kiefer (USA)             | Inna Deriglazova (RUS) · Chiara Cini (ITA)       |
| 15 noiembrie 2014 | Turneu satelit, Antalya                | Satelit       | İrem Karamete (TUR)            | Michala Cellerová (SVK)      | Mariana Daffner (BRA) · Cansu Tor (TUR)          |
| 29 noiembrie 2014 | Trofeo Inalpi, Turin                   | Grand Prix    | Arianna Errigo (ITA)           | Elisa Di Francisca (ITA)     | Anita Blaze (FRA) · Adelina Zagidullina (RUS)    |
| 13 decembrie 2014 | Turneu satelit, Kocaeli                | Satelit       | Nicole Mae Wong Hui Shan (SIN) | Liane Wong Ye Ying (SIN)     | Aarya Berthier (SIN) · İrem Karamete (TUR)       |
| 16 ianuarie 2015  | Artus Court PKO BP, Gdańsk             | Cupă mondială | Astrid Guyart (FRA)            | Jeon Hee-sook (KOR)          | Ysaora Thibus (FRA) · Inès Boubakri (TUN)        |
| 6 februarie 2015  | Cupă mondială, Alger                   | Cupă mondială | Lee Kiefer (USA)               | Arianna Errigo (ITA)         | Inna Deriglazova (RUS) · Aida Șanaeva (RUS)      |
| 13 martie 2015    | Grand Prix, Havana                     | Grand Prix    | Elisa Di Francisca (ITA)       | Inna Deriglazova (RUS)       | Ysaora Thibus (FRA) · Jeon Hee-sook (KOR)        |
| 20 aprilie 2015   | Campionatul Panamerican, Santiago      | Zonal         | Lee Kiefer (USA)               | Nicole Ross (USA)            | Isis Giménez (VEN) · Saskia Loretta Garcia (COL) |
| 1 mai 2015        | Reinhold-Würth-Cup, Tauberbischofsheim | Satelit       | Elisa Di Francisca (ITA)       | Arianna Errigo (ITA)         | Valentina Vezzali (ITA) · Inna Deriglazova (RUS) |
| 10 mai 2015       | Turneu satelit, Copenhaga              | Satelit       | Kelleigh Ryan (CAN)            | Flavia Johana Mormandi (ARG) | İrem Karamete (TUR) · Isis Giménez (VEN)         |
| 16 iunie 2015     | Grand Prix, Shanghai                   | Grand Prix    | Elisa Di Francisca (ITA)       | Inna Deriglazova (RUS)       | Inès Boubakri (TUN) · Alice Volpi (ITA)          |
| 6 iunie 2015      | Campionatul European, Montreux         | Zonal         | Elisa Di Francisca (ITA)       | Larisa Korobeynikova (RUS)   | Aida Mohamed (HUN) · Arianna Errigo (ITA)        |
| 11 iunie 2015     | Campionatul African, Cairo             | Zonal         | Inès Boubakri (TUN)            | Noura Mohamed (EGY)          | Yara El Sharkawy (EGY) · Anissa Khelfaoui (ALG)  |
| 25 iunie 2015     | Campionatul Asiatic, Singapore         | Zonal         | Jeon Hee-sook (KOR)            | Nam Hyun-hee (KOR)           | Le Huilin (CHN) · Kim Mi-na (KOR)                |
| 13 iulie 2015     | Campionatul Mondial, Moscova           | Mondial       | Inna Deriglazova (RUS)         | Aida Șanaeva (RUS)           | Arianna Errigo (ITA) · Nzingha Prescod (USA)     |

## Sabie individual

### Top 10
| Men |                    |     |
| 1   | Gu Bon-gil         | 212 |
| 2   | Kim Jung-hwan      | 207 |
| 3   | Áron Szilágyi      | 195 |
| 4   | Aleksei Iakimenko  | 192 |
| 5   | Tiberiu Dolniceanu | 170 |
| 6   | Daryl Homer        | 170 |
| 7   | Max Hartung        | 150 |
| 8   | Kamil Ibraghimov   | 137 |
| 9   | Aldo Montano       | 128 |
| 10  | Nicolas Limbach    | 104 |

| Women |                   |     |
| 1     | Sofia Velikaia    | 295 |
| 2     | Olha Harlan       | 237 |
| 3     | Mariel Zagunis    | 195 |
| 4     | Shen Chen         | 143 |
| 5     | Rossella Gregorio | 142 |
| 6     | Cécilia Berder    | 135 |
| 7     | Dagmara Wozniak   | 131 |
| 8     | Iana Egorian      | 128 |
| 9     | Anna Márton       | 127 |
| 10    | Azza Besbes       | 119 |

### Sabie masculin
| Dată              | Probă                                      | Tip           | Aur                       | Argint                    | Bronz                                                  |
| ----------------- | ------------------------------------------ | ------------- | ------------------------- | ------------------------- | ------------------------------------------------------ |
| 11 octombrie 2014 | Turneu satelit, Bursa                      | Satelit       | Beka Bazadze (GEO)        | Nika Șengelia (GEO)       | Azar Tahiev (AZE) · İbrahim Ahmet Ant (TUR)            |
| 21 noiembrie 2014 | Cupă mondială, Budapesta                   | Cupă mondială | Gu Bon-gil (KOR)          | Áron Szilágyi (HUN)       | Aleksei Iakimenko (RUS) · Aldo Montano (ITA)           |
| 13 decembrie 2014 | Grand Prix, New York                       | Grand Prix    | Kim Jung-hwan (KOR)       | Aldo Montano (ITA)        | Diego Occhiuzzi (ITA) · Áron Szilágyi (HUN)            |
| 10 ianuarie 2015  | Turneu satelit, Istanbul                   | Satelit       | İbrahim Ahmet Ant (TUR)   | Azar Tahiev (AZE)         | Ricardo Bustamante (ARG) · Enver Yıldırım (TUR)        |
| 31 ianuarie 2015  | Luxardo Trophy, Padova                     | Cupă mondială | Kamil Ibraghimov (RUS)    | Andrii Iahodka (UKR)      | Kim Jung-hwan (KOR) · Oh Sang-uk (KOR)                 |
| 20 februarie 2015 | Sabre de Wolodyjowski, Varșovia            | Cupă mondială | Gu Bon-gil (KOR)          | Tiberiu Dolniceanu (ROU)  | Luca Curatoli (ITA) · Áron Szilágyi (HUN)              |
| 15 martie 2015    | Turneu satelit, Helsinki                   | Satelit       | Alexander Crutchett (GBR) | Joseph Polossifakis (CAN) | Jevgenijs Zelikovics (LAT) · Ricardo Bustamante (ARG)  |
| 28 martie 2015    | Grand Prix, Seul                           | Grand Prix    | Nicolas Limbach (GER)     | Nicolas Rousset (FRA)     | Kamil Ibraghimov (RUS) · Daryl Homer (USA)             |
| 20 aprilie 2015   | Campionatul Panamerican, Santiago de Chile | Zonal         | Eli Dershwitz (USA)       | Daryl Homer (USA)         | Renzo Agresta (BRA) · Jeff Spear (USA)                 |
| 25 aprilie 2015   | Cole Cup, Londra                           | Satelit       | Vincent Anstett (FRA)     | James Honeybone (GBR)     | Jacob Gander-Compton (GBR) · Alexander Crutchett (GBR) |
| 1 mai 2015        | Villa de Madrid, Madrid                    | Cupă mondială | Gu Bon-gil (KOR)          | Kamil Ibraghimov (RUS)    | Max Hartung (GER) · Tiberiu Dolniceanu (ROU)           |
| 24 mai 2015       | Turneu satelit, Reykjavík                  | Satelit       | Eli Dershwitz (USA)       | Eliécer Romero (VEN)      | Abraham Rodríguez (VEN) · Jesús Carvajal (VEN)         |
| 29 mai 2015       | Sabre de Moscou, Moscova                   | Grand Prix    | Tiberiu Dolniceanu (ROU)  | Matyas Szabo (GER)        | Tamás Decsi (HUN) · Áron Szilágyi (HUN)                |
| 6 iunie 2015      | Campionatul European, Montreux             | Zonal         | Áron Szilágyi (HUN)       | Max Hartung (GER)         | Nikolai Kovaliov (RUS) · Aleksei Iakimenko (RUS)       |
| 11 iunie 2015     | Campionatul African, Cairo                 | Zonal         | Mohamed Amer (EGY)        | Yémi Apithy (BEN)         | Fares Ferjani (TUN) · Hichem Samandi (TUN)             |
| 25 iunie 2015     | Campionatul Asiatic, Singapore             | Zonal         | Kim Jung-hwan (KOR)       | Gu Bon-gil (KOR)          | Won Woo-young (KOR) · Mojtaba Abedini (IRI)            |
| 13 iulie 2015     | Campionatul Mondial, Moscova               | Mondial       | Aleksei Iakimenko (RUS)   | Daryl Homer (USA)         | Tiberiu Dolniceanu (ROU) · Max Hartung (GER)           |

### Sabie feminin
| Dată              | Probă                                      | Tip           | Aur                       | Argint                    | Bronz                                            |
| ----------------- | ------------------------------------------ | ------------- | ------------------------- | ------------------------- | ------------------------------------------------ |
| 12 octombrie 2014 | Turneu satelit, Bursa                      | Satelit       | Olena Voronina (UKR)      | Sabina Mikina (AZE)       | Alina Komașciuk (UKR) · Irîna Șciukla (UKR)      |
| 11 noiembrie 2014 | Cupă mondială, Isla Margarita              | Cupă mondială | Sofia Velikaia (RUS)      | Charlotte Lembach (FRA)   | Mariel Zagunis (USA) · Aleksandra Socha (POL)    |
| 21 noiembrie 2014 | Trophée BNP Paribas, Orléans               | Cupă mondială | Sofia Velikaia (RUS)      | Rossella Gregorio (ITA)   | Dagmara Wozniak (USA) · Olena Kravațka (UKR)     |
| 14 decembrie 2014 | Grand Prix, New York                       | Grand Prix    | Olha Harlan (UKR)         | Sofia Velikaia (RUS)      | Belén Pérez Maurice (ARG) · Mariel Zagunis (USA) |
| 16 decembrie 2014 | Turneu satelit, Cancún                     | Satelit       | Belén Pérez Maurice (ARG) | Paola Pliego (MEX)        | Sage Palmedo (USA) · Úrsula González (MEX)       |
| 10 ianuarie 2015  | Turneu satelit, Istanbul                   | Satelit       | Sabina Mikina (AZE)       | Sevil Buniatova (AZE)     | Ywen Lau (SIN) · Ilgın Sarban (TUR)              |
| 30 ianuarie 2015  | Cupă mondială, Atena                       | Cupă mondială | Olha Harlan (UKR)         | Sofia Velikaia (RUS)      | Dagmara Wozniak (USA) · Rossella Gregorio (ITA)  |
| 21 februarie 2015 | Challenge Yves Brasseur, Gent              | Cupă mondială | Sofia Velikaia (RUS)      | Mariel Zagunis (USA)      | Olha Harlan (UKR) · Anna Márton (HUN)            |
| 21 martie 2015    | Trofeu satellit, Roma                      | Satelit       | Tatiana Suhova (RUS)      | Evgenia Karbolina (RUS)   | Rossy Felix Lara (DOM) · Virginia Laurenti (ITA) |
| 28 martie 2015    | Grand Prix, Seul                           | Grand Prix    | Olha Harlan (UKR)         | Ibtihaj Muhammad (USA)    | Mariel Zagunis (USA) · Sofia Velikaia (RUS)      |
| 19 aprilie 2015   | Campionatul Panamerican, Santiago de Chile | Zonal         | Mariel Zagunis (USA)      | Dagmara Wozniak (USA)     | Anne-Elizabeth Stone (USA) · Paola Pliego (MEX)  |
| 25 aprilie 2015   | Turneu satelit, Londra                     | Satelit       | Katherine Kempe (GBR)     | Eileen Grench (PAN)       | Olga Hramova (BUL) · Ann Lee Huimin (SIN)        |
| 1 mai 2015        | Cupă mondială, Beijing                     | Cupă mondială | Sofia Velikaia (RUS)      | Aleksandra Socha (POL)    | Olha Harlan (UKR) · Mariel Zagunis (USA)         |
| 23 mai 2015       | Turneu satelit, Reykjavík                  | Satelit       | Gabriella Page (CAN)      | Belén Pérez Maurice (ARG) | Eileen Grench (PAN) · Fatma Zehra Köse (TUR)     |
| 29 mai 2015       | Moscow Saber Grand Prix, Moscova           | Grand Prix    | Olha Harlan (UKR)         | Iana Egorian (RUS)        | Sofia Velikaia (RUS) · Ekaterina Diacenko (RUS)  |
| 6 iunie 2015      | Campionatul European, Montreux             | Zonal         | Sofia Velikaia (RUS)      | Charlotte Lembach (FRA)   | Rossella Gregorio (ITA) · Olena Voronina (UKR)   |
| 11 iunie 2015     | Campionatul African, Cairo                 | Zonal         | Azza Besbes (TUN)         | Amira Ben Chaabane (TUN)  | Mariam El Sway (EGY) · Hela Besbes (TUN)         |
| 25 iunie 2015     | Campionatul Asiatic, Singapore             | Zonal         | Shen Chen (CHN)           | Chika Aoki (JPN)          | Kim Ji-yeon (KOR) · Misaki Emura (JPN)           |
| 13 iulie 2015     | Campionatul Mondial, Moscova               | Mondiale      | Sofia Velikaia (RUS)      | Cécilia Berder (FRA)      | Shen Chen (CHN) · Anna Márton (HUN)              |

## Spadă pe echipe

### Top 10
| Men |               |     |
| 1   | Franța        | 360 |
| 2   | Coreea de Sud | 338 |
| 3   | Ucraina       | 312 |
| 4   | Elveția       | 296 |
| 5   | Rusia         | 222 |
| 6   | Germania      | 219 |
| 7   | Ungaria       | 216 |
| 8   | Italia        | 210 |
| 9   | Cehia         | 183 |
| 10  | Kazahstan     | 177 |

| Women |                            |     |
| 1     | China                      | 370 |
| 2     | România                    | 364 |
| 3     | Italia                     | 304 |
| 4     | Estonia                    | 249 |
| 5     | Franța                     | 230 |
| 6     | Rusia                      | 228 |
| 7     | Suedia                     | 227 |
| 8     | Ucraina                    | 223 |
| 9     | Statele Unite ale Americii | 215 |
| 10    | Coreea de Sud              | 212 |

### Spadă masculin pe echipe
| Dată              | Probă                             | Aur                        | Argint    | Bronz         |
| ----------------- | --------------------------------- | -------------------------- | --------- | ------------- |
| 26 octombrie 2014 | Cupă mondială, Berna              | Franța                     | Elveția   | Coreea de Sud |
| 16 noiembrie 2014 | Cupă mondială, Tallinn            | Coreea de Sud              | Franța    | Germania      |
| 24 ianuarie 2014  | Heidenheimer Pokal, Heidenheim    | Coreea de Sud              | Franța    | Rusia         |
| 15 februarie 2015 | Cupă mondială, Vancouver          | Elveția                    | Ucraina   | Franța        |
| 22 aprilie 2015   | Campionatul Panamerican, Santiago | Statele Unite ale Americii | Venezuela | Argentina     |
| 3 martie 2015     | Challenge SNCF Réseau, Paris      | Franța                     | Germania  | Rusia         |
| 6 iunie 2015      | Campionatul European, Montreux    | Franța                     | Estonia   | Elveția       |
| 11 iunie 2015     | Campionatul African, Cairo        | Egipt                      | Maroc     | Senegal       |
| 25 iunie 2015     | Campionatul Asiatic, Singapore    |                            |           |               |
| 13 iulie 2015     | Campionatul Mondial, Moscova      |                            |           |               |

### Spadă feminin pe echipe
| Dată              | Probă                             | Aur                        | Argint        | Bronz    |
| ----------------- | --------------------------------- | -------------------------- | ------------- | -------- |
| 26 octombrie 2014 | Cupă mondială, Legnano            | Estonia                    | România       | Italia   |
| 16 noiembrie 2014 | Cupă mondială, Xuzhou             | China                      | Italia        | Suedia   |
| 25 ianuarie 2015  | Cupă mondială, Barcelona          | Suedia                     | Italia        | România  |
| 15 februarie 2015 | Cupă mondială, Buenos Aires       | Italia                     | România       | Germania |
| 21 aprilie 2015   | Campionatul Panamerican, Santiago | Statele Unite ale Americii | Venezuela     | Cuba     |
| 3 mai 2015        | Cupă mondială, Johannesburg       | China                      | România       | Franța   |
| 6 iunie 2015      | Campionatul European, Montreux    | România                    | Estonia       | Italia   |
| 11 iunie 2015     | Campionatul African, Cairo        | Tunisia                    | Africa de Sud | Egipt    |
| 25 iunie 2015     | Campionatul Asiatic, Singapore    | Coreea de Sud              | China         | Japonia  |
| 13 iulie 2015     | Campionatul Mondial, Moscova      | China                      | România       | Ucraina  |

## Floretă pe echipe

### Top 10
| Men |                            |     |
| 1   | Rusia                      | 388 |
| 2   | Italia                     | 352 |
| 3   | Franța                     | 324 |
| 4   | Statele Unite ale Americii | 296 |
| 5   | China                      | 286 |
| 6   | Coreea de Sud              | 228 |
| 7   | Germania                   | 214 |
| 8   | Japonia                    | 211 |
| 9   | Marea Britanie             | 210 |
| 10  | Egipt                      | 208 |

| Women |                            |     |
| 1     | Rusia                      | 412 |
| 2     | Italia                     | 400 |
| 3     | Statele Unite ale Americii | 380 |
| 4     | Franța                     | 272 |
| 5     | Coreea de Sud              | 268 |
| 6     | Germania                   | 224 |
| 7     | China                      | 210 |
| 8     | Canada                     | 200 |
| 9     | Ungaria                    | 200 |
| 10    | Polonia                    | 200 |

### Floretă masculin pe echipe
| Dată              | Probă                             | Aur                        | Argint        | Bronz                      |
| ----------------- | --------------------------------- | -------------------------- | ------------- | -------------------------- |
| 19 octombrie 2014 | Cupă mondială, San Francisco      | Italia                     | Rusia         | Germania                   |
| 9 noiembrie 2014  | Cupă mondială, Tokyo              | Rusia                      | Franța        | Coreea de Sud              |
| 18 ianuarie 2015  | Challenge Rommel, Paris           | Statele Unite ale Americii | Italia        | Rusia                      |
| 8 februarie 2015  | Löwe von Bonn, Bonn               | Franța                     | Rusia         | Statele Unite ale Americii |
| 21 aprilie 2015   | Campionatul Panamerican, Santiago | Statele Unite ale Americii | Brazilia      | Canada                     |
| 3 mai 2015        | Cupă mondială, Johannesburg       | China                      | România       | Franța                     |
| 6 iunie 2015      | Campionatul European, Montreux    | Franța                     | Rusia         | Germania                   |
| 11 iunie 2015     | Campionatul African, Cairo        | Egipt                      | Tunisia       | Algeria                    |
| 25 iunie 2015     | Campionatul Asiatic, Singapore    | China                      | Coreea de Sud | Japonia                    |
| 13 iulie 2015     | Campionatul Mondial, Moscova      | Italia                     | Rusia         | China                      |

### Floretă feminin pe echipe
| Dată              | Probă                             | Aur                        | Argint                     | Bronz            |
| ----------------- | --------------------------------- | -------------------------- | -------------------------- | ---------------- |
| 19 octombrie 2014 | Cupă mondială, Cancún             | Rusia                      | Franța                     | Italia           |
| 9 noiembrie 2014  | Cupă mondială, Saint-Maur         | Rusia                      | Italia                     | Franța           |
| 18 ianuarie 2015  | Cupă mondială, Gdańsk             | Rusia                      | Statele Unite ale Americii | Italia           |
| 8 februarie 2015  | Cupă mondială, Alger              | Italia                     | Rusia                      | Germania         |
| 23 aprilie 2015   | Campionatul Panamerican, Santiago | Statele Unite ale Americii | Canada                     | Venezuela        |
| 3 mai 2015        | Cupă mondială, Tauberbischofsheim | Rusia                      | Italia                     | Coreea de Sud    |
| 6 iunie 2015      | Campionatul European, Montreux    | Italia                     | Rusia                      | Franța           |
| 11 iunie 2015     | Campionatul African, Cairo        | Tunisia                    | Algeria                    | Egipt            |
| 25 iunie 2015     | Campionatul Asiatic, Singapore    | Coreea de Sud              | China                      | Hong Kong, China |
| 13 iulie 2015     | Campionatul Mondial, Moscova      | Italia                     | Rusia                      | Franța           |

## Sabie pe echipe

### Top 10
| Men |                            |     |
| 1   | Italia                     | 360 |
| 2   | Rusia                      | 308 |
| 3   | Germania                   | 306 |
| 4   | Coreea de Sud              | 266 |
| 5   | România                    | 244 |
| 6   | Ungaria                    | 242 |
| 7   | Franța                     | 242 |
| 8   | Statele Unite ale Americii | 224 |
| 9   | China                      | 194 |
| 10  | Iran                       | 192 |

| Women |                            |     |
| 1     | Rusia                      | 396 |
| 2     | Statele Unite ale Americii | 340 |
| 3     | Ucraina                    | 315 |
| 4     | Franța                     | 304 |
| 5     | Italia                     | 272 |
| 6     | Coreea de Sud              | 242 |
| 7     | Polonia                    | 226 |
| 8     | China                      | 211 |
| 9     | Mexic                      | 187 |
| 10    | Japonia                    | 181 |

### Sabie masculin pe echipe
| Dată              | Probă                             | Aur                        | Argint        | Bronz     |
| ----------------- | --------------------------------- | -------------------------- | ------------- | --------- |
| 23 noiembrie 2014 | Cupă mondială, Budapesta          | România                    | Italia        | Germania  |
| 1 februarie 2015  | Cupă mondială, Padova             | Rusia                      | Germania      | Italia    |
| 22 februarie 2015 | Cupă mondială, Varșovia           | Franța                     | Coreea de Sud | Rusia     |
| 23 aprilie 2015   | Campionatul Panamerican, Santiago | Statele Unite ale Americii | Canada        | Venezuela |
| 3 mai 2015        | Cupă mondială, Madrid             | Ungaria                    | Italia        | Germania  |
| 6 iunie 2015      | Campionatul European, Montreux    | Germania                   | Italia        | Ungaria   |
| 11 iunie 2015     | Campionatul African, Cairo        | Egipt                      | Tunisia       | Senegal   |
| 25 iunie 2015     | Campionatul Asiatic, Singapore    | Coreea de Sud              | Iran          | China     |
| 13 iulie 2015     | Campionatul Mondial, Moscova      | Italia                     | Rusia         | Germania  |

### Sabie feminin pe echipe
| Dată              | Probă                             | Aur                        | Argint                     | Bronz                      |
| ----------------- | --------------------------------- | -------------------------- | -------------------------- | -------------------------- |
| 2 noiembrie 2014  | Cupă mondială, Isla Margarita     | Statele Unite ale Americii | Rusia                      | Franța                     |
| 23 noiembrie 2014 | Cupă mondială, Orléans            | Rusia                      | Statele Unite ale Americii | Italia                     |
| 1 februarie 2014  | Cupă mondială, Atena              | Ucraina                    | Rusia                      | Statele Unite ale Americii |
| 22 februarie 2015 | Cupă mondială, Gent               | Italia                     | Franța                     | Statele Unite ale Americii |
| 22 aprilie 2015   | Campionatul Panamerican, Santiago | Statele Unite ale Americii | Mexic                      | Venezuela                  |
| 3 mai 2015        | Cupă mondială, Beijing            | Franța                     | Ucraina                    | Statele Unite ale Americii |
| 6 iunie 2015      | Campionatul European, Montreux    | Rusia                      | Franța                     | Ucraina                    |
| 11 iunie 2015     | Campionatul African, Cairo        | Tunisia                    | Egipt                      | Algeria                    |
| 25 iunie 2015     | Campionatul Asiatic, Singapore    | Coreea de Sud              | China                      | Japonia                    |
| 13 iulie 2015     | Campionatul Mondial, Moscova      | Rusia                      | Ucraina                    | Statele Unite ale Americii |